# Betsabé Espinal
María Betsabé Espinal (aussi appelée Espinosa ou Espinoza), née à Bello le 25 septembre 1896 et morte à Medellín le 16 novembre 1932, est une fileuse et une des leaders syndicales qui a dirigé la première grève d'ouvrières de la Colombie dans l'usine de tissus de Bello (Antioquia) du 12 février au 4 mars 1920,. Celle-ci n'a pas été la première grève colombienne, mais elle est la première où des femmes se sont organisées pour réclamer des droits du travail.

## Biographie
Il y a peu de données sur sa vie avant et après la grève. Connue faussement sous le nom d'Espinosa ou Espinoza, Betsabé Espinal a été baptisée dans l'église Nuestra Señora del Rosario de Bello en 1896. Elle est la fille de Celsa Espinal et est enfant unique. Elle ne s'est jamais mariée et n'a eu aucune descendance.

### La grève de 1920
L'usine de tissus de Bello, fondée en 1904 par Emilio Restrepo Callejas, est une importante usine textile située à quelques kilomètres de la ville de Medellín, dans ce qui deviendra le quartier Playa Rica. Le personnel féminin de l'usine a entre 13 et 25 ans et représente 80 % du personnel. Les journées durent plus de dix heures et les femmes gagnent jusqu'à 250% de moins que leurs collègues masculins réalisant le même travail (elles touchaient entre 0,40 $ et 1,00 $ par semaine ; alors que les hommes gagnaient entre 1.00$ et 2.70$).
La grève éclate le 12 février 1920 à la suite d'une série d'abus commis par la direction de l'entreprise et les contremaîtres. Ce n’était pas la première fois que les ouvrières du textile essayaient de paralyser l’usine, mais cette fois elles se sont mieux organisées. Elles exigent le départ de deux fonctionnaires administratifs, en raison de leur comportement despotique et abusif vis-à-vis des travailleuses, et de contremaîtres accusés d'abus sexuels ; en plus, elles demandent à être autorisées à travailler en espadrilles (travailler pieds nus est obligatoire), une augmentation du salaire et du temps libre dans la journée de travail pour se nourrir,. La grève est composée de 400 à 500 ouvrières qui n'obtiennent pas le soutien du personnel masculin de l'usine, qui se fait alors insulter par les femmes et se voit accusé d'être des briseurs de grève,.
À la tête du mouvement se trouvent les ouvrières Teresa Tamayo, Adelina González, Carmen Agudelo, Rosalina Araque, Teresa Piedrahíta et Matilde Montoya. Betsabé Espinal, qui a alors 24 ans, a le rôle le plus actif pendant la grève. Elle négocie avec les patrons, intervient dans les assemblées, répond à la presse de Medellín et encourage la création d'un Comité de Solidarité ou de Secours pour financer la grève et obtenir de la nourriture pour les grévistes,.
La nouvelle de la grève est diffusée le 13 février dans le journal d'Antioquia, El Correo Liberal avec un titre en première page, sur quatre colonnes. La direction de l'entreprise et les autorités civiles et religieuses essayent de négocier la fin de la grève, mais les femmes sont bien décidées à remporter leurs revendications.
Au troisième jour de grève, Espinal voyage à Medellín pour transmettre les revendications au gouverneur d'Antioquia. Elle visite aussi les sièges des journaux El Espectador, El Correo Liberal et El Luchador, accordant des entretiens. Grâce à ceux-ci, la grève a une plus grande portée dans la région. Ainsi, les étudiants en médecine de l'Université d'Antioquia réalisent une collecte pour aider les ouvrières, tandis qu'une usine de tissus de Medellín offre de les soutenir pendant deux mois pour qu'elles ne cèdent pas.
Après 24 jours de grève, elles obtiennent leurs revendications : une augmentation salariale de 40 %, une réduction de la journée de travail à neuf heures et cinquante minutes, de meilleures conditions d'hygiène, le départ des superviseurs accusés de conduites inacceptables et des administrateurs ennemis des travailleuses, ainsi que la régulation du système d'amendes,,. Le prêtre de Bello et l'archevêque de Medellín ont agi comme médiateurs.
Une fois la grève terminée, une délégation de femmes, conduite par Betsabé Espinal, se rend à Medellín pour signer l'accord au siège principal de l'entreprise. Elle lance aussi la marche d'une grande foule en reconnaissance aux soutiens reçus, se mobilisant entre la Gare Villa et le Parc de Berrío,.
Enfin, une fois la grève finie, Restrepo Callejas licencie plusieurs travailleurs, des deux sexes, comme représailles. Betsabé Espinal fait partie des licenciés.
La grève a eu une importante répercussion dans la lutte pour les droits du travail des femmes. En 1929, en suivant l'exemple de Bello, les 186 ouvrières de l'usine Rosellón de Envigado ont organisé une grève en exigeant une augmentation salariale et la destitution de plusieurs administrateurs abusifs.

### Après la grève
Espinal s'installe à Medellín à la recherche de travail, et habite dans une maison adjacente au cimetière San Lorenzo (aujourd'hui Niquitao) et proche de la résidence de María Cano.
Elle meurt le matin du 16 novembre 1932, à l'âge de 36 ans, après avoir essayé de réparer un câble tombé lors d'une tempête,. L'accident est arrivé dans une maison de Medellín, située dans la carrera Villa (carrera 41) avec la calle 41 (Los Huesos). Betsabé Espinal arrive à l'hôpital en vie, mais elle succombe en raison de la gravité de l'accident.